# Engerdal
Engerdal – norweskie miasto i gmina leżąca w regionie Hedmark.
Engerdal jest 24. norweską gminą pod względem powierzchni.

## Demografia
Według danych z roku 2005 gminę zamieszkuje 1499 osób. Gęstość zaludnienia wynosi 0,68 os./km². Pod względem zaludnienia Engerdal zajmuje 368. miejsce wśród norweskich gmin.
| ludność stan na 1 stycznia 2005 |         |           |       |
|                                 | kobiety | mężczyźni | razem |
| osób                            | 753     | 746       | 1499  |
| %                               | 50,23%  | 49,77%    | 100%  |

| wykształcenie stan na 1 października 2004 |            |         |        |          |
|                                           | podstawowe | średnie | wyższe | nieznane |
| osób                                      | 377        | 655     | 160    | 29       |
| %                                         | 30,88%     | 53,64%  | 13,1%  | 2,38%    |

## Edukacja
Według danych z 1 października 2004:
- liczba szkół podstawowych (norw. grunnskolar): 3
- liczba uczniów szkół podst.: 193

## Władze gminy
Według danych na rok 2011 administratorem gminy (norw. rådmann) jest Håkon Rissmann-Bredesen, natomiast burmistrzem (norw. ordfører, d. borgermester) jest Reidar Åsgård.